# Austrian Football League 2023
La Austrian Football League 2023 è la 39ª edizione del campionato di football americano di primo livello, organizzato dalla AFBÖ.

## Squadre partecipanti
| Club                  | Città      | Stadio | Sponsor ufficiale       | Risultato nella stagione 2022 |
| --------------------- | ---------- | ------ | ----------------------- | ----------------------------- |
| AFC Rangers Mödling   | Mödling    |        |                         |                               |
| Graz Giants           | Graz       |        | Thalheim                |                               |
| Prague Black Panthers | Praga      |        |                         |                               |
| Salzburg Ducks        | Salisburgo |        |                         |                               |
| Styrian Bears         | Graz       |        | GBG Graz                |                               |
| Telfs Patriots        | Telfs      |        |                         |                               |
| Tirol Raiders         | Innsbruck  |        | Swarco                  |                               |
| Traun Steelsharks     | Traun      |        | Atrium                  |                               |
| Vienna Dragons        | Vienna     |        | SsangYong Motor Company |                               |
| Vienna Vikings        | Vienna     |        | Dacia                   |                               |

## Stagione regolare

### Calendario

#### 1ª giornata
| Telfs 1º aprile 2023, ore 16:00 | Telfs Patriots | 7 – 42 (0-14 0-21 7-0 0-7) referto | Graz Giants | Sportzentrum Telfs |

| Salisburgo 2 aprile 2023, ore 14:00 | Salzburg Ducks | 41 – 13 (7-7 21-0 7-0 6-6) referto | AFC Rangers Mödling | Max Aicher Stadion |

| Vienna 2 aprile 2023, ore 14:30 | Vienna Dragons | 40 – 0 (13-0 0-0 13-0 14-0) referto | Styrian Bears | Sportplatz Donaufeld (300 spett.) |

| Vienna 2 aprile 2023, ore 15:00 | Vienna Vikings | 35 – 14 (14-0 7-0 14-7 0-7) referto | Tirol Raiders | Footballzentrum Ravelin (150 spett.) |

| Praga 2 aprile 2023, ore 15:00 | Prague Black Panthers | 40 – 13 (14-7 13-0 13-0 0-6) referto | Traun Steelsharks | Stadion SK Prosek |

#### 2ª giornata
| Traun 15 aprile 2023, ore 18:00 | Traun Steelsharks | 14 – 24 (0-0 0-17 7-0 7-7) referto | Telfs Patriots | Sportzentrum Traun (720 spett.) |

| Graz 15 aprile 2023, ore 18:00 | Styrian Bears | 7 – 48 (0-14 0-7 7-7 0-20) referto | Salzburg Ducks | Verbandsplatz (556 spett.) |

| Vienna 16 aprile 2023, ore 15:00 | Vienna Vikings | 24 – 13 (0-6 3-0 14-7 7-0) referto | Vienna Dragons | Footballzentrum Ravelin (1100 spett.) |

| Mödling 16 aprile 2023, ore 15:00 | AFC Rangers Mödling | 9 – 31 (0-7 3-14 0-3 6-7) referto | Graz Giants | Stadion Mödling (240 spett.) |

| Innsbruck 16 aprile 2023, ore 15:00 | Tirol Raiders | 7 – 35 (0-7 7-14 0-14 0-0) referto | Prague Black Panthers | Football Bundes Leistungs Zentrum |

#### 3ª giornata
| Vienna 22 aprile 2023, ore 15:00 | Vienna Dragons | 35 – 13 (7-0 0-7 22-6 6-0) referto | Traun Steelsharks | Sportplatz Donaufeld (250 spett.) |

| Telfs 22 aprile 2023, ore 16:00 | Telfs Patriots | 13 – 21 (7-7 6-7 0-7 0-0) referto | AFC Rangers Mödling | Sportzentrum Telfs (550 spett.) |

| Graz 22 aprile 2023, ore 18:00 | Styrian Bears | 23 – 45 (0-14 10-12 3-19 10-0) referto | Tirol Raiders | Verbandsplatz (500 spett.) |

| Salisburgo 23 aprile 2023, ore 14:00 | Salzburg Ducks | 34 – 41 (0-7 13-14 0-6 21-14) referto | Prague Black Panthers | Max Aicher Stadion |

| Graz 23 aprile 2023, ore 14:00 | Graz Giants | 35 – 28 (d.t.s.) (7-0 7-7 0-14 14-7 7-0) referto | Vienna Vikings | Stadion Eggenberg (1051 spett.) |

#### 4ª giornata
| Traun 29 aprile 2023, ore 17:00 | Traun Steelsharks | 14 – 24 (0-3 7-0 7-14 0-7) referto | AFC Rangers Mödling | Sportzentrum Traun (650 spett.) |

| Vienna 29 aprile 2023, ore 18:00 | Vienna Vikings | 42 – 7 (21-0 14-0 7-0 0-7) referto | Styrian Bears | Footballzentrum Ravelin (625 spett.) |

| Innsbruck 29 aprile 2023, ore 18:00 | Tirol Raiders | 19 – 16 (6-6 0-7 7-3 6-0) referto | Telfs Patriots | Football Bundes Leistungs Zentrum (973 spett.) |

| Salisburgo 30 aprile 2023, ore 14:00 | Salzburg Ducks | 34 – 42 (13-14 6-7 0-7 15-14) referto | Graz Giants | Max Aicher Stadion (1200 spett.) |

| Praga 30 aprile 2023, ore 15:00 | Prague Black Panthers | 23 – 19 (3-7 7-6 7-0 6-6) referto | Vienna Dragons | Stadion SK Prosek (400 spett.) |

#### 5ª giornata
| Graz 13 maggio 2023, ore 14:00 | Graz Giants | 35 – 7 (0-7 14-0 7-0 7-0) referto | Tirol Raiders | Stadion Eggenberg (837 spett.) |

| Mödling 13 maggio 2023, ore 15:00 | AFC Rangers Mödling | 6 – 49 (0-0 0-21 0-14 6-14) referto | Vienna Vikings | Stadion Mödling (754 spett.) |

| Graz 13 maggio 2023, ore 18:00 | Styrian Bears | 21 – 50 (7-7 7-14 0-7 7-22) referto | Traun Steelsharks | Verbandsplatz (142 spett.) |

| Salisburgo 14 maggio 2023, ore 14:00 | Vienna Dragons | 27 – 14 (14-7 7-0 6-0 0-7) referto | Salzburg Ducks | Max Aicher Stadion (920 spett.) |

#### 6ª giornata
| Traun 20 maggio 2023, ore 17:00 | Traun Steelsharks | 21 – 26 (0-7 7-6 0-13 14-0) referto | Graz Giants | Sportzentrum Traun (612 spett.) |

| Vienna 21 maggio 2023, ore 15:00 | Vienna Vikings | 52 – 3 (14-3 28-0 3-0 7-0) referto | Telfs Patriots | Footballzentrum Ravelin |

| Praga 21 maggio 2023, ore 15:00 | Prague Black Panthers | 59 – 13 (14-7 28-0 14-0 3-6) referto | Styrian Bears | Stadion SK Prosek |

| Mödling 21 maggio 2023, ore 15:00 | AFC Rangers Mödling | 13 – 21 (7-6 0-8 6-7 0-0) referto | Vienna Dragons | Stadion Mödling (315 spett.) |

| Innsbruck 21 maggio 2023, ore 15:00 | Tirol Raiders | 23 – 30 (0-14 10-7 7-7 6-2) referto | Salzburg Ducks | Football Bundes Leistungs Zentrum (820 spett.) |

#### Recuperi 1
| Telfs 27 maggio 2023, ore 18:30 | Telfs Patriots | 7 – 43 (0-26 7-7 0-10 0-0) referto | Prague Black Panthers | Sportzentrum Telfs |

#### 7ª giornata
| Telfs 3 giugno 2023, ore 16:00 | Telfs Patriots | 50 – 14 (7-7 15-0 14-0 14-7) referto | Styrian Bears | Sportzentrum Telfs |

| Innsbruck 3 giugno 2023, ore 18:00 | Tirol Raiders | 30 – 35 (9-14 14-14 0-7 7-0) referto | Traun Steelsharks | Football Bundes Leistungs Zentrum (458 spett.) |

| Graz 4 giugno 2023, ore 15:00 | Graz Giants | 7 – 24 (0-0 7-18 0-6 0-0) referto | Vienna Dragons | Stadion Eggenberg (911 spett.) |

| Praga 4 giugno 2023, ore 15:00 | Prague Black Panthers | 41 – 12 (10-0 14-0 7-12 7-0) referto | AFC Rangers Mödling | Stadion SK Prosek |

| Salisburgo 4 giugno 2023, ore 15:00 | Salzburg Ducks | 7 – 52 (0-7 7-31 0-7 0-7) referto | Vienna Vikings | Max Aicher Stadion (1230 spett.) |

#### 8ª giornata
| Vienna 10 giugno 2023, ore 15:00 | Vienna Dragons | 63 – 0 (14-0 21-0 14-0 14-0) referto | Tirol Raiders | Sportplatz Donaufeld (350 spett.) |

| Traun 10 giugno 2023, ore 17:00 | Traun Steelsharks | 7 – 42 (0-14 0-0 0-14 7-14) referto | Vienna Vikings | Sportzentrum Traun (525 spett.) |

| Graz 10 giugno 2023, ore 18:00 | Styrian Bears | 21 – 36 (0-13 0-8 13-8 8-7) referto | AFC Rangers Mödling | Verbandsplatz (176 spett.) |

| Salisburgo 11 giugno 2023, ore 15:00 | Salzburg Ducks | 52 – 44 (8-14 14-16 23-6 7-8) referto | Telfs Patriots | Max Aicher Stadion (1080 spett.) |

#### 9ª giornata
| Graz 16 giugno 2023, ore 19:30 | Styrian Bears | 0 – 59 (0-28 0-14 0-3 0-14) referto | Graz Giants | Verbandsplatz (853 spett.) |

| Telfs 17 giugno 2023, ore 16:00 | Telfs Patriots | 13 – 35 (7-7 0-14 6-14 0-0) referto | Vienna Dragons | Sportzentrum Telfs (250 spett.) |

| Traun 17 giugno 2023, ore 17:00 | Traun Steelsharks | 12 – 42 (0-13 12-15 0-7 0-7) referto | Salzburg Ducks | Sportzentrum Traun (560 spett.) |

| Vienna 18 giugno 2023, ore 15:00 | Vienna Vikings | 22 – 23 (d.t.s.) (2-6 7-0 7-7 0-3 6-7) referto | Prague Black Panthers | Footballzentrum Ravelin (1050 spett.) |

| Mödling 18 giugno 2023, ore 15:00 | AFC Rangers Mödling | 53 – 34 (14-7 18-14 7-0 14-13) referto | Tirol Raiders | Stadion Mödling (285 spett.) |

#### Recuperi 2
| Graz 25 giugno 2023, ore 15:00 | Graz Giants | 42 – 43 (14-14 7-7 7-14 14-8) referto | Prague Black Panthers | Stadion Eggenberg (1104 spett.) |

#### 10ª giornata
| Vienna 1º luglio 2023, ore 15:00 | Vienna Dragons | 14 – 10 (0-7 14-0 0-3 0-0) referto | Vienna Vikings | Sportplatz Donaufeld |

| Praga 1º luglio 2023, ore 15:00 | Prague Black Panthers | 35 – 0 (a tavolino) referto | Telfs Patriots | Stadion SK Prosek |

| Mödling 1º luglio 2023, ore 15:00 | AFC Rangers Mödling | 21 – 46 (7-25 7-14 0-7 7-0) referto | Salzburg Ducks | Stadion Mödling (272 spett.) |

| Graz 1º luglio 2023, ore 15:00 | Graz Giants | 35 – 0 (a tavolino) referto | Traun Steelsharks | Stadion Eggenberg |

| Innsbruck 1º luglio 2023, ore 18:00 | Tirol Raiders | 40 – 20 (14-7 13-7 6-0 7-6) referto | Styrian Bears | Football Bundes Leistungs Zentrum |

### Classifica
La classifica della regular season è la seguente:
- PCT = percentuale di vittorie, G = partite giocate, V = partite vinte,  P = partite perse, PF = punti fatti, PS = punti subiti

| Pos. | Squadra               | PCT   | G  | V  | N | P  | PF  | PS  |
| ---- | --------------------- | ----- | -- | -- | - | -- | --- | --- |
| 1    | Prague Black Panthers | 1.000 | 10 | 10 | 0 | 0  | 383 | 169 |
| 2    | Vienna Dragons        | .800  | 10 | 8  | 0 | 2  | 291 | 117 |
| 3    | Graz Giants           | .800  | 10 | 8  | 0 | 2  | 354 | 173 |
| 4    | Vienna Vikings        | .700  | 10 | 7  | 0 | 3  | 356 | 129 |
| 5    | Salzburg Ducks        | .600  | 10 | 6  | 0 | 4  | 348 | 282 |
| 6    | AFC Rangers Mödling   | .400  | 10 | 4  | 0 | 6  | 208 | 311 |
| 7    | Tirol Raiders         | .300  | 10 | 3  | 0 | 7  | 219 | 345 |
| 8    | Telfs Patriots        | .200  | 10 | 2  | 0 | 8  | 177 | 327 |
| 9    | Traun Steelsharks     | .200  | 10 | 2  | 0 | 8  | 179 | 319 |
| 10   | Styrian Bears         | .000  | 10 | 0  | 0 | 10 | 126 | 469 |

## Playoff

### Tabellone
|  | Semifinali | Semifinali            | Semifinali |                |    | XXXVIII Austrian Bowl | XXXVIII Austrian Bowl | XXXVIII Austrian Bowl |  |
|  |            |                       |            |                |    |                       |                       |                       |  |
|  | 1          | Prague Black Panthers | 17         |                |    |                       |                       |                       |  |
|  | 1          | Prague Black Panthers | 17         |                |    |                       |                       |                       |  |
|  | 4          | Vienna Vikings        | 27         |                |    |                       |                       |                       |  |
|  | 4          | Vienna Vikings        | 27         |                | 4  | Vienna Vikings        | 13                    |                       |  |
|  |            |                       |            |                | 4  | Vienna Vikings        | 13                    |                       |  |
|  |            |                       | 2          | Vienna Dragons | 14 |                       |                       |                       |  |
|  | 2          | Vienna Dragons        | 2          | Vienna Dragons | 14 | 27                    |                       |                       |  |
|  | 2          | Vienna Dragons        |            |                |    |                       |                       |                       |  |
|  | 3          | Graz Giants           | 23         |                |    |                       |                       |                       |  |

### Semifinali
| Praga 15 luglio 2023, ore 16:00 | Prague Black Panthers | 17 – 27 (0-10 14-0 3-0 0-17) referto | Vienna Vikings | Stadion SK Prosek |

| Vienna 16 luglio 2023, ore 16:00 | Vienna Dragons | 27 – 23 (7-3 6-6 7-7 7-7) referto | Graz Giants | Sportplatz Donaufeld (550 spett.) |

### XXXVIII Austrian Bowl
| Sankt Pölten 29 luglio 2023, ore 19:00 | Vienna Dragons | 14 – 13 (0-10 0-3 7-0 7-0) referto                                                                      | Vienna Vikings | NV Arena (4839 spett.) |
| Kinard 5':18" Q3 ( TD ) 3yd run Staltner Q3 ( pat ) Childress 0':10" Q4 ( TD ) 8yd pass from Thury Staltner Q4 ( pat ) Marcatori Wojta 11':51" Q1 ( TD ) 55yd run Voznyak Q1 ( pat ) Voznyak 8':18" Q1 ( FG ) 18yd Voznyak 0':57" Q2 ( FG ) 36yd |                | |                |                        |
| |                | |                |                        |
| Kinard 5':18" Q3 (TD) 3yd run Staltner Q3 (pat) Childress 0':10" Q4 (TD) 8yd pass from Thury Staltner Q4 (pat) | Marcatori      | Wojta 11':51" Q1 (TD) 55yd run Voznyak Q1 (pat) Voznyak 8':18" Q1 (FG) 18yd Voznyak 0':57" Q2 (FG) 36yd |                |                        |

## Verdetti
- Vienna Dragons Campioni dell'Austria 2023
- Styrian Bears retrocessi in AFL - Division I 2024

## Marcatori
| Giocatore    | Sq.                   | TD rush | TD recv | TD int | TD p.ret | TD k.ret | TD oth | Xp1  | Xp2 | FG  | Saf | Totale |
| ------------ | --------------------- | ------- | ------- | ------ | -------- | -------- | ------ | ---- | --- | --- | --- | ------ |
| Milgate      | AFC Rangers Mödling   | 9       | 4       | 1      | 0        | 0        | 0      | 0    | 0   | 0   | 1   | 86     |
| Jordan       | Vienna Vikings        | 9+3     | 1+1     | 0      | 0        | 0        | 0      | 0    | 0   | 0   | 0   | 84     |
| Anderson     | Prague Black Panthers | 0       | 11+1    | 0      | 0        | 0        | 0      | 0    | 1   | 0   | 0   | 76     |
| 2 giocatori  | 74                    |         |         |        |          |          |        |      |     |     |     |        |
| R. Johnson   | Telfs Patriots        | 0       | 11      | 0      | 0        | 0        | 0      | 0    | 1   | 0   | 0   | 68     |
| Kapellari    | Graz Giants           | 0       | 11      | 0      | 0        | 0        | 0      | 0    | 0   | 0   | 0   | 66     |
| Mandík       | Prague Black Panthers | 0       | 0       | 0      | 0        | 0        | 0      | 36+2 | 0   | 6+1 | 0   | 59     |
| C. Lewis     | Vienna Dragons        | 0       | 9       | 0      | 0        | 0        | 0      | 0    | 0   | 0   | 0   | 54     |
| Flores       | Vienna Dragons        | 0       | 5+1     | 0      | 0        | 0        | 0      | 0    | 2   | 0   | 0   | 52     |
| Woleský      | Prague Black Panthers | 0       | 8       | 0      | 0        | 0        | 0      | 0    | 1   | 0   | 0   | 50     |
| 3 giocatori  | 48                    |         |         |        |          |          |        |      |     |     |     |        |
| 4 giocatori  | 42                    |         |         |        |          |          |        |      |     |     |     |        |
| Doucek       | Traun Steelsharks     | 0       | 5       | 0      | 0        | 0        | 0      | 7    | 1   | 0   | 0   | 39     |
| 2 giocatori  | 38                    |         |         |        |          |          |        |      |     |     |     |        |
| 6 giocatori  | 36                    |         |         |        |          |          |        |      |     |     |     |        |
| Niebler      | Salzburg Ducks        | 0       | 0       | 0      | 0        | 0        | 0      | 35   | 0   | 0   | 0   | 35     |
| Ladner       | Telfs Patriots        | 0       | 0       | 0      | 0        | 0        | 0      | 14   | 1   | 6   | 0   | 34     |
| Guschlbauer  | AFC Rangers Mödling   | 0       | 1       | 0      | 0        | 0        | 0      | 21   | 0   | 2   | 0   | 33     |
| 9 giocatori  | 30                    |         |         |        |          |          |        |      |     |     |     |        |
| 7 giocatori  | 24                    |         |         |        |          |          |        |      |     |     |     |        |
| Staltner     | Vienna Dragons        | 0       | 0       | 0      | 0        | 0        | 0      | 16+7 | 0   | 0   | 0   | 23     |
| 2 giocatori  | 22                    |         |         |        |          |          |        |      |     |     |     |        |
| Kager        | Graz Giants           | 0       | 0       | 0      | 0        | 0        | 0      | 15   | 0   | 1+1 | 0   | 21     |
| 12 giocatori | 18                    |         |         |        |          |          |        |      |     |     |     |        |
| Summerer     | Tirol Raiders         | 0       | 0       | 0      | 0        | 0        | 0      | 14   | 0   | 1   | 0   | 17     |
| 2 giocatori  | 14                    |         |         |        |          |          |        |      |     |     |     |        |
| 12 giocatori | 12                    |         |         |        |          |          |        |      |     |     |     |        |
| Trinkl       | Tirol Raiders         | 0       | 0       | 0      | 0        | 0        | 0      | 6    | 0   | 1   | 0   | 9      |
| Steinmair    | Styrian Bears         | 1       | 0       | 0      | 0        | 0        | 0      | 0    | 1   | 0   | 0   | 8      |
| 2 giocatori  | 7                     |         |         |        |          |          |        |      |     |     |     |        |
| 36 giocatori | 6                     |         |         |        |          |          |        |      |     |     |     |        |
| Deutschmann  | Vienna Dragons        | 0       | 0       | 0      | 0        | 0        | 0      | 5    | 0   | 0   | 0   | 5      |
| 5 giocatori  | 2                     |         |         |        |          |          |        |      |     |     |     |        |
| 6 giocatori  | 1                     |         |         |        |          |          |        |      |     |     |     |        |

- Miglior marcatore della stagione regolare: Milgate ( AFC Rangers Mödling), 86
- Miglior marcatore dei playoff: Jordan ( Vienna Vikings), 24
- Miglior marcatore della stagione: Milgate ( AFC Rangers Mödling), 86

## Passer rating
La classifica tiene in considerazione soltanto i quarterback con almeno 10 lanci effettuati.
| Giocatore  | Sq.                   | G   | Att    | Comp   | Int | Yds      | TD   | NFL    | NCAA   |
| ---------- | --------------------- | --- | ------ | ------ | --- | -------- | ---- | ------ | ------ |
| N. Hrouda  | Vienna Vikings        | 9   | 196    | 123    | 3   | 1609     | 22   | 119,62 | 165,69 |
| Jarnagin   | Prague Black Panthers | 8+1 | 240+22 | 148+11 | 3+1 | 2018+86  | 30+2 | 119,34 | 165,40 |
| W. Smith   | Graz Giants           | 9+1 | 296+52 | 194+31 | 5+0 | 2500+362 | 31+3 | 116,81 | 163,11 |
| Ellis      | Telfs Patriots        | 5   | 162    | 97     | 3   | 1267     | 14   | 105,66 | 150,39 |
| Thury      | Vienna Dragons        | 5+2 | 120+49 | 69+21  | 4+2 | 1006+323 | 16+3 | 101,91 | 149,31 |
| Doyle      | Tirol Raiders         | 1   | 53     | 24     | 0   | 457      | 3    | 94,61  | 136,39 |
| Denton     | Salzburg Ducks        | 10  | 356    | 184    | 8   | 2616     | 28   | 92,63  | 134,87 |
| Fields     | Vienna Dragons        | 6   | 183    | 107    | 4   | 1197     | 12   | 90,81  | 130,68 |
| Bräuer     | AFC Rangers Mödling   | 10  | 215    | 104    | 5   | 1339     | 14   | 80,36  | 117,52 |
| Szabo      | Vienna Vikings        | 4+2 | 37+32  | 21+16  | 1+2 | 234+132  | 4+1  | 74,91  | 113,40 |
| Fadini     | Telfs Patriots        | 5   | 79     | 31     | 3   | 591      | 4    | 67,01  | 111,19 |
| Maiacher   | Tirol Raiders         | 7   | 217    | 104    | 15  | 1363     | 14   | 60,90  | 108,15 |
| Jarman     | Traun Steelsharks     | 9   | 371    | 176    | 12  | 2094     | 16   | 66,03  | 102,61 |
| Steinmair  | Styrian Bears         | 8   | 220    | 114    | 17  | 1155     | 12   | 53,13  | 98,46  |
| ?          | Styrian Bears         | 1   | 27     | 12     | 3   | 159      | 2    | 48,77  | 96,13  |
| Fowler     | Tirol Raiders         | 2   | 68     | 30     | 4   | 290      | 2    | 41,91  | 77,88  |
| Begander   | Styrian Bears         | 8   | 91     | 33     | 3   | 393      | 2    | 43,89  | 73,20  |
| R. Johnson | Telfs Patriots        | 2   | 14     | 3      | 0   | 45       | 1    | 64,29  | 72,00  |
| Trubel     | Vienna Vikings        | 3   | 11     | 1      | 1   | 50       | 0    | 8,14   | 29,09  |

- Miglior QB della stagione regolare: Jarnagin ( Prague Black Panthers), 171,05
- Miglior QB dei playoff: W. Smith ( Graz Giants), 137,13
- Miglior QB della stagione: N. Hrouda ( Vienna Vikings), 165,69